# Fossa Drusi

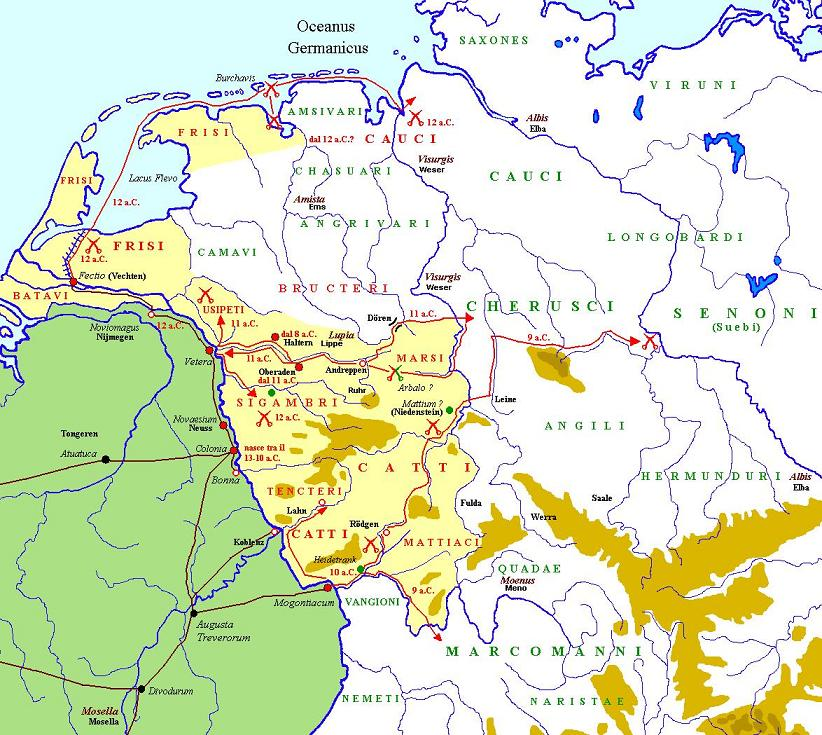
Le campagne di Druso maggiore in Germania dal 12 al 9 a.C. e la fossa drusiana costruita tra Reno e Zuiderzee.

La Fossa Drusi o fossa drusiana è il nome tradizionale dato ad un canale artificiale costruito in epoca imperiale romana (sotto Augusto) da parte del generale Druso maggiore durante la prima delle sue campagne militari in Germania del 12 a.C.

## Storia
Le fonti antiche ci raccontano del canale di Druso attraverso Svetonio, il quale ricorda che:
(Svetonio, Claudio, 2-4.)
E poi attraverso Tacito, il quale aggiunse raccontando le campagne in Germania di Germanico degli anni 14-16:
(Tacito, Annales, II, 8.)

## Archeologia
La posizione esatta del canale non ci è nota. Si suppone che il canale partisse da Arnhem sul Reno e congiungesse lo IJssel presso Doesburg, conosciuto oggi come Gelderse IJssel. Il canale di Utrecht, tra Utrecht e IJsselmeer si presenta, quindi, come il canale di Druso in questione. A seguito di una recente teoria sembra che fosse affiancato da un secondo canale tra lo Zuiderzee ed il Mare del Nord, tanto che la Lange Renne si potrebbe considerare come parte di questo sistema di canali.
Con l'aiuto di questo canale navigabile Druso poté mettere in comunicazione continua il Reno con il Mare del Nord, permettendo alla "classis Germanica" di costituire una minaccia permanente per le tribù germaniche residenti lungo la costa oceanica.